# Nan Oliveras i Font
Nan Oliveras i Font (Olot, Garrotxa, 19 de març de 1993) és un triatleta professional català.
Lligat des de ben petit a l'esport, va començar amb la natació amb només 4 anys i, posteriorment, amb 12 anys s'inicià amb l'atletisme, competint en modalitat de Cross, i representant a la Federació Catalana en Campionats d'Espanya. Atès que tenia bones qualitats corrent i nedant, amb 14 anys va decidir debutar en triatló, aconseguint grans resultats des del principi, com proclamar-se Campió de Catalunya absolut amb només 15 anys. Aleshores, va rebre una beca per ingressar al Centre d'Alt Rendiment Blume de Madrid, on va estar entrenant durant 2 anys.
Com a resultats més rellevants destaquen la medalla de bronze al Campionat del Món Sub23, celebrat a Chicago el 2015, i els dos títols de Campió d'Espanya Elit de Triatló els anys 2014 i 2015. Cal destacar, també la quarta posició a la Copa del Món de Turquia, i el tercer lloc a la Copa d’Europa de França i primer al Campionat d’Espanya. Campió d'Espanya de triatló en distància olímpica, des del 2015 forma part del Nan Oliveras Team, equip que va fundar ell mateix i que compta amb el suport dels seus patrocinadors.
L'any 2019, el triatleta olotí va fer el salt a la mitja distància. Malgrat tot, després d’unes quantes temporades centrat en els triatlons de mitja distància, on obtingué victòries de renom com el triatló de Zarautz l'any 2019, el 2021 Nan Oliveras tornà a la distància olímpica amb l'objectiu de classificar-se pels Jocs Olímpics de París 2024.
El novembre de 2022 es féu amb la victòria de la popular cursa de mitja distància Behobia-San Sebastián (B/SS), en la qual aconseguí arribar amb un temps de 1h01:29.

## Palmarès
| Data | Competició                          | Lloc                                | Posició |
| ---- | ----------------------------------- | ----------------------------------- | ------- |
| 2022 | Behobia-San Sebastián               | Behobia-Sant Sebastià, País Basc    | 1r      |
| 2019 | Allgäu Triatló, mitja distància     | Allgäu, Alemanya                    | 2n      |
| 2019 | Triatló de Zarautz, mitja distància | Zarautz, País Basc                  | 1r      |
| 2019 | Challenge Gran Canaria              | Mogán, Illes Canàries               | 3r      |
| 2015 | Campió d'Espanya de Triatló Olímpic | Altafulla, Catalunya                | 1r      |
| 2015 | Copa del Món de Triatló Sub23       | Chicago, Estats Units               | 3r      |
| 2015 | Copa del Món de Turquia             | Alanya, Turquia                     | 4t      |
| 2015 | Copa d'Europa de França             | Châteauroux, França                 | 3r      |
| 2015 | Campionat d'Espanya Olímpic         | Altafulla, Catalunya                | 1r      |
| 2015 | Copa Continental de África          | Agadir, Marroc                      | 4t      |
| 2014 | Campionat d'Espanya Sprint          | Altafulla, Catalunya                | 1r      |
| 2014 | Copa Panamericana de Xile           | Valparaiso, Xile                    | 3r      |
| 2014 | Copa Panamericana de Argentina      | Mendoza, Argentina                  | 4t      |
| 2014 | Copa del Rey de Triatló             | Canet d'en Berenguer, País Valencià | 1r      |
| 2011 | Campionat del Món de Duatló Junior  | Gijón, Espanya                      | 4t      |
| 2011 | Campionat de Catalunya de triatló   | Banyoles, Catalunya                 | 1r      |